# Chồn hôi
Chồn hôi là một nhóm các loài thú trong họ Chồn hôi (Mephitidae). Chúng được biết đến với khả năng phun chất lỏng có mùi khó chịu từ tuyến hậu môn của chúng. Các loài chồn hôi khác nhau có bề ngoài khác nhau, từ đen - trắng đến nâu, màu kem hoặc màu gừng, nhưng tất cả đều có tín hiệu cảnh báo.
Mặc dù có quan hệ họ hàng với chồn hôi dạng chồn và các loài khác trong họ Chồn, nhưng chồn hôi lại có họ hàng gần nhất là những loài lửng hôi.

## Phân loại
Các loài chồn hôi còn tồn tại bao gồm:
- Họ Mephitidae
  - Chi: Conepatus
    - Conepatus chinga (chồn hôi mũi lợn Molina)
    - Conepatus humboldtii (chồn hôi mũi lợn Humboldt)
    - Conepatus leuconotus (chồn hôi mũi lợn Trung Mỹ)
    - Conepatus semistriatus (chồn hôi sọc mũi lợn)

  - Chi: Mephitis
    - Mephitis macroura (chồn hôi đội mũ)
    - Mephitis mephitis (chồn hôi sọc)

  - Chi: Spilogale
    - Spilogale angustifrons (chồn hôi đốm Trung Mỹ)
    - Spilogale gracilis (chồn hôi đốm miền tây)
    - Spilogale putorius (chồn hôi đốm miền đông)
    - Spilogale pygmaea (chồn hôi đốm lùn)

## Miêu tả
Các loài chồn hôi có kích thước khác nhau, từ chiều dài khoảng 15,6 - 37 in (40 - 94 cm) và cân nặng khoảng 1,1 lb (0,5 kg) (chồn hôi đốm) đến 18 lb (8,2 kg) (chồn hôi mũi lợn). Chúng có thân hình thon dài vừa phải với đôi chân tương đối ngắn, cơ bắp và móng vuốt dài phía trước để đào bới. Chúng có năm ngón chân trên mỗi bàn chân.
Mặc dù màu lông phổ biến nhất là đen và trắng, một số loài có màu nâu hoặc xám và một số có màu kem. Tất cả chồn hôi đều có sọc, kể cả khi mới sinh. Chúng có thể có một sọc dày duy nhất trên lưng và đuôi, hai sọc mỏng hơn hoặc một loạt đốm trắng và sọc đứt đoạn (ở chồn hôi đốm).